# فيدكون كفيشلينغ
كان فيدكون كفيشلينغ (بالنرويجيَّة: Vidkun Quisling، لفظ: [ˈvɪ̂dkʉn ˈkvɪ̂slɪŋ]  ( استمع)) (18 يوليو 1887 – 24 أكتوبر 1945) ضابطا عسكريا وسياسيا نرويجيا يرأس اسميا حكومة النرويج بعد أن احتلت ألمانيا النازية البلاد خلال الحرب العالمية الثانية. وقد برز لأول مرة على الساحة الدولية باعتباره متعاون وثيق للمستكشف فريتشوف نانسن، لتنظيم الإغاثة الإنسانية خلال المجاعة الروسية في عام 1921 في منطقة الفولغا. وقد تم تعيينه دبلوماسيا نرويجيا للاتحاد السوفياتي، ولبعض الوقت أدار أيضا الشؤون الدبلوماسية البريطانية هناك. عاد إلى النرويج في عام 1929، وشغل منصب وزير الدفاع في حكومتي بيدر كولستاد (1931-32) وينس هونسايد (1932-33)، ممثلا لحزب المزارعين.
وفي عام 1933، ترك فيدون حزب المزارعين وأسس الحزب الفاشي التجمع الوطني. وعلى الرغم من أنه حقق بعض الشعبية بعد هجماته على اليسار السياسي، فإن حزبه فشل في الفوز بأي مقعد في البرلمان، وبحلول عام 1940 كان لا يزال أكثر قليلا من مجرد هامشي. في 9 أبريل 1940، مع الغزو الألماني للنرويج قيد التقدم، حاول الاستيلاء على السلطة في أول انقلاب في الإذاعة في العالم، ولكنه فشل بعد رفض الألمان دعم حكومته. وفي الفترة من 1942 إلى 1945 شغل منصب رئيس وزراء النرويج، وترأس إدارة الدولة النرويجية بالاشتراك مع الحاكم المدني الألماني يوزف تربوفن.

## روابط خارجية
- فيدكون كفيشلينغ على موقع IMDb (الإنجليزية)
- فيدكون كفيشلينغ على موقع الموسوعة البريطانية (الإنجليزية)
- فيدكون كفيشلينغ على موقع مونزينجر (الألمانية)
- فيدكون كفيشلينغ على موقع إن إن دي بي (الإنجليزية)